# La Dernière Chance (téléfilm, 1971)
Pour les articles homonymes, voir La Dernière Chance.
La Dernière Chance ou 1994 : Un enfant, un seul (titre original : The Last Child) est un téléfilm américain de John Llewellyn Moxey diffusé en 1971.
Il s'agît d'un épisode de la saga de téléfilms de l'anthologie Suspense.

## Synopsis
En 1994, dans une société surpeuplée, un couple attend un deuxième enfant, après qu'un premier est mort, malgré la loi sur le contrôle des naissances. Pour échapper à cette loi, ils demandent à un ancien sénateur de les aider à passer la frontière canadienne..

## Fiche technique
- Titre original : The Last Child
- Réalisation : John Llewellyn Moxey
- Scénario : Peter S. Fischer
- Directeur de la photographie : Archie R. Dalzell (sous le nom d'Arch Dalzell)
- Montage : Art Seid
- Musique : Laurence Rosenthal
- Costumes : Vou Lee Giokaris, Robert Harris Sr. (soue le nom de Bob Harris Sr.) et Nolan Miller
- Production : William Allyn
- Genre : Film de science-fiction
- Pays :  États-Unis
- Durée : 73 minutes (1 h 13)
- Date de diffusion :
  -  États-Unis : 5 octobre 1971
  -  France : 26 avril 1974 sur l'ORTF1

## Distribution
- Michael Cole (VF : Jean-François Poron) : Alan Miller
- Van Heflin (VF : William Sabatier) : le sénateur Quincy George
- Harry Guardino (VF : Jean-Pierre Duclos) : Howard Drumm
- Janet Margolin (VF : Béatrice Delfe) : Karen Miller
- Edward Asner (VF : Serge Sauvion) : Barstow
- Kent Smith (VF : Émile Duard) : Gus Iverson
- Michael Larrain : Sandy (Sanderson en VF)
- Philip Bourneuf (VF : Robert Le Béal) : Dr Sam Tyler
- James A. Watson Jr. (VF : Bachir Touré) : le sergent O'Connell
- Barbara Babcock (VF : Tania Torrens) : Shelley Drumm
- Sondra Blake : la femme dans le métro
- Roy Engel : le conducteur
- Phyllis Avery : l'infirmière
- Ivor Francis : Dr Young
- Jason Wingreen : le caissier
- Bill Walker (VF : Albert Médina) : le serveur du train
- Victor Izay (VF : René Renot) : Silverman
- Frank Baxter (VF : Jacques Torrens) : John

## Commentaire
Ce téléfilm marque la dernière apparition de Van Heflin. Le comédien décéda brutalement le 23 juillet 1971, soit presque trois mois avant la diffusion américaine.